# Port de Sörnäinen
Le port de Sörnäinen (finnois : Sörnäisten satama) était un port sur la rive du Kruunuvuorenselkä dans le quartier de Sörnäinen à  Helsinki en Finlande.

## Histoire
Le port a fonctionné de 1863 jusqu'en 2008. 
À ses débuts, le port de Sörnäinen fonctionne est principalement un port d'exportation du bois. 
En 1889, on y etablit aussi un port pétrolier, qui sera déplacé à Herttoniemi en 1938 pour des raisons de sécurité incendie. 
Plus tard, le port a principalement fonctionné comme port d'importation, mais il y a aussi un port de pêche et des conserveries de poisson à proximité. 
Le terminal Hansa était utilisé par des navires qui transportaient également des passagers.
À partir des années 1950, la zone portuaire est considérablement agrandie en comblant des zones maritimes. 
À cette époque, Sompasaari et Hanasaari, entre autres, sont reliées au continent. Depuis lors, le nom Sompasaari a été utilisé dans certains cas pour désigner l'ensemble du port de Sörnäinen, et le nom apparaît également sur les panneaux routiers qui y mènent. Pendant un certain temps, Sompasaari a également servi de port de ferry.
Le port de Sörnäine a été mis hors service le 24 novembre 2008, lorsque ses activités ont été transférées au port de Vuosaari. 
Dans la zone il ne reste que le petit terminal charbonnier de la centrale électrique de Hanasaari.
La zone de cet ancien port fait partie du grand projet d'urbanisation de Kalasatama.